# Макс фон Фібан
Макс Рудольф Фріц Густав фон Фібан (нім. Max Rudolf Fritz Gustav von Viebahn; 27 березня 1888, Детмольд — 7 листопада 1980, Штутгарт) — німецький офіцер, генерал піхоти вермахту.

## Біографія
Представник сім'ї військових. 14 лютого 1906 року вступив в Імперську армію. Учасник Першої світової війни. Після демобілізації армії залишений в рейхсвері. Пройшов підготовку офіцера Генштабу, займав різні штабні посади. З 1930 року — начальник 1-го відділу управління особового складу сухопутних військ. З 1 жовтня 1932 року — командир 5-го піхотного полку. З 1 серпня 1934 року — начальник штабу 2-ї групи сухопутних військ. З 1 жовтня 1937 року — командир 34-ї піхотної дивізії. Зіграв велику роль в розробці і здійсненні плану «Отто». 1 березня 1938 року вийшов у відставку. 26 серпня 1939 року призваний на службу і призначений командиром 257-ї піхотної дивізії. Учасник Польської і Французької кампаній. З 1 березня по 15 грудня 1941 року — командир 60-го командування особливого призначення. 30 вересня 1942 року звільнений у відставку.

## Звання
- Фанен-юнкер (14 лютого 1906)
- Фенріх (17 листопада 1906)
- Лейтенант (16 серпня 1907) — патент від 14 лютого 1906 року.
- Оберлейтенант (8 жовтня 1914)
- Гауптман (18 жовтня 1915)
- Майор (1 жовтня 1926)
- Оберстлейтенант (1 жовтня 1929)
- Оберст (1 лютого 1933)
- Генерал-майор (1 листопада 1935)
- Генерал-лейтенант (1 січня 1938)
- Генерал піхоти (1 квітня 1941)

## Нагороди
- Залізний хрест 2-го і 1-го класу
- Орден Фрідріха (Вюртемберг), лицарський хрест 1-го класу з мечами
- Хрест «За добровільну військову допомогу» (Баден)
- Ганзейський Хрест (Гамбург)
- Хрест «За заслуги у війні» (Саксен-Мейнінген)
- Хрест «За військові заслуги» (Австро-Угорщина) 3-го класу з військовою відзнакою
- Галліполійська зірка (Османська імперія)
- Королівський орден дому Гогенцоллернів, лицарський хрест з мечами
- Нагрудний знак «За поранення» в чорному
- Почесний хрест ветерана війни з мечами
- Медаль «За вислугу років у Вермахті» 4-го, 3-го, 2-го і 1-го класу (25 років)